# Rådhusesplanaden, Gävle

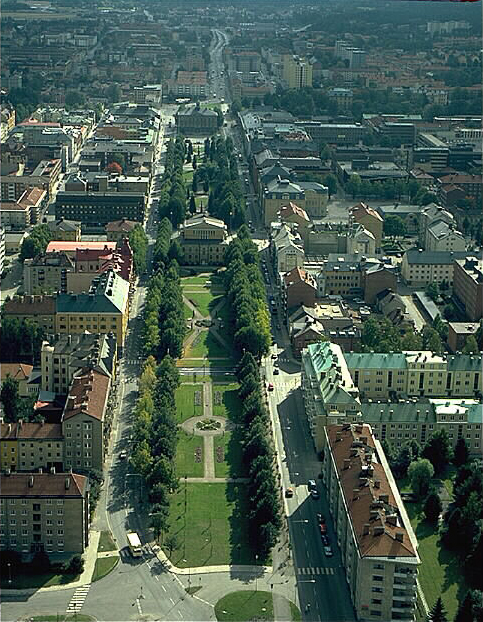
Rådhusesplanaden

Rådhusesplanaden är en esplanad och stadspark i Gävle, mellan Gavleån i söder och Norrtull i norr. Den består av gatorna Norra Kungsgatan och Norra Rådmansgatan.
Rådhusesplanaden var en av två planerade nord-sydliga esplanader i Nils Ericsons stadsplan för Gävle efter 1869 års stadsbrand, och den enda som fullbordades. I den östra esplanaden drogs järnvägarna Gävle-Dala järnväg och Uppsala-Gävle järnväg in. Senare stadsplaner, från 1876 och 1888, har haft även en västlig esplanad som, med undantag för Seminarieparken framför Vallbacksskolan, aldrig påbörjades.
I Rådhusesplanaden finns två monumentalbyggnader; Gävle rådhus i söder och Gävle teater vid Teaterplan, korsningen med Staketgatan längre norrut. Framför Rådhuset ligger det underutnyttjade Rådhustorget. Resten av esplanaden består av planteringar, promenadstigar, fontäner och skulpturer. Längs esplanaden finns några andra viktigare byggnader, som till exempel Enneska palatset (stadshuset / Gävle rådhus), Gevaliapalatset och Vasaskolan.
1800-talets planer att förlänga esplanaden upp på Söder kom aldrig att genomföras med undantag för det på 1950-talet utvidgade Slottstorget som ligger i esplanadens förlängning.
Vid Rådhusesplanadens södra tredjedel finns de centrala hållplatserna för stadsbussarna i Gävle.